# Anton Antonowitsch Antonow-Owsejenko

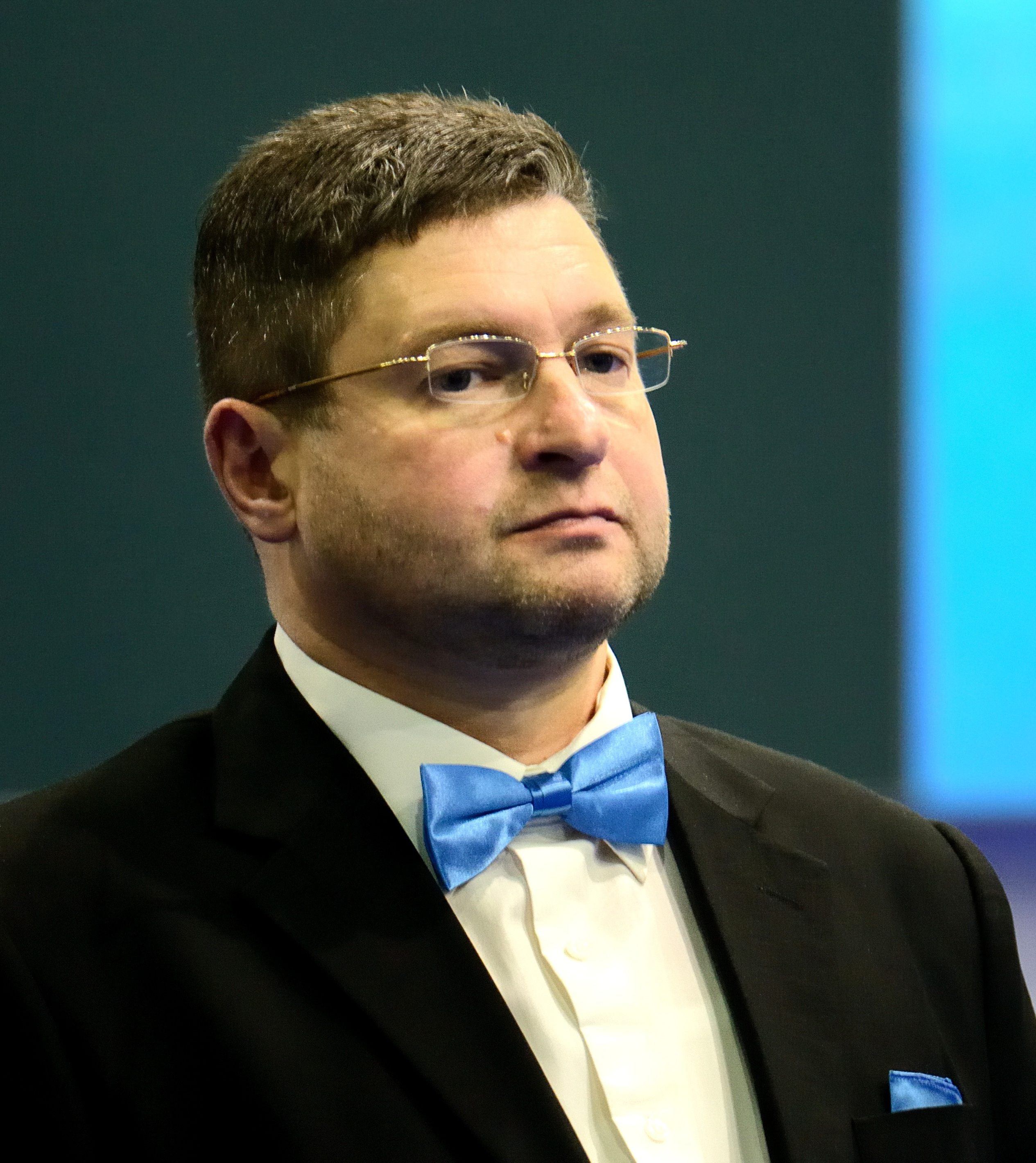
A. A. Antonow-Owsejenko

Anton Antonowitsch Antonow-Owsejenko (russisch Антон Антонович Антонов-Овсеенко; * 11. März 1962 in Tambow) ist ein russischer Philologe und Hochschullehrer.
1988 beendete Antonow-Owsejenko sein Studium an der Fakultät für Journalistik der Lomonossow-Universität Moskau. 1994 verteidigte er seine Kandidaten-Dissertation auf dem Gebiet der Geschichte, und 2013 erhielt er mit einer Arbeit zur Philologie den russischen Doktorgrad (entspricht der Habilitation). Seit Anfang der 1990er-Jahre ist er journalistisch tätig, ab Mitte der 1990er-Jahre in leitenden Funktionen von Verlagen, Zeitungen und Zeitschriften sowie bei einem Rundfunksender. Er ist Mitglied der Partei Jabloko (russisch Яблоко) im Regionalverband Moskau. An der Staatlichen Universität Twer ist er Professor am Lehrstuhl für Journalistik, Werbung und Öffentlichkeitsarbeit.
Er ist Autor des Bestsellers «Большевики.1917» (Bolschewiki.1917 AST-Verlag, Moskau 2014) und weiterer Bücher. Sein Vater Anton Wladimirowitsch Antonow-Owsejenko saß mehrere Jahre im Gulag, sein Großvater Wladimir Antonow-Owsejenko wurde während der Stalinschen Säuberungen hingerichtet.